# Ковтуновка (Прилукский район)
Ковтуновка (укр. Ковтунівка) — село в Прилукском районе Черниговской области Украины. Население — 504 человека. Занимает площадь 2,877 км².
Код КОАТУУ: 7424184150. Почтовый индекс: 17590. Телефонный код: +380 4637.

## География
Расстояние до районного центра:Прилуки : (14 км.),до областного центра:Чернигов ( 131 км. ), до столицы:Киев ( 126 км. ), до аэропортов:Борисполь (99 км.).  Ближайшие населенные пункты: Дубовый Гай и Нетяговщина 3 км, Даньковка 4 км, Стасовщина 5 км.

## Власть
Орган местного самоуправления — Ковтуновский сельский совет. Почтовый адрес: 17590, Черниговская обл., Прилукский р-н, с. Ковтуновка, ул. Школьная, 2.